# Komaktorvik River
Der Komaktorvik River ist ein etwa 47 km langer Zufluss der Labradorsee im Norden von Labrador in der kanadischen Provinz Neufundland und Labrador.

## Flusslauf
Der Komaktorvik River durchfließt den zentralen Teil des Torngat-Mountains-Nationalparks. Er entspringt an der Provinzgrenze zu Québec auf einer Höhe von 400 m. Er fließt in überwiegend östlicher Richtung durch die Torngat Mountains. Zwischen den Flusskilometern 38 und 23 befinden sich die Komaktorvik Lakes, zwei Flussverbreiterungen, am Flusslauf. Bei Flusskilometer 15 mündet der Abfluss des Chasm Lake von rechts in den Komaktorvik River. Schließlich mündet der Komaktorvik River in das Kopfende des Komaktorvik-Fjord, einer langgestreckten Bucht an der Ostküste von Labrador. Das Einzugsgebiet umfasst 699 km².

## Flussfauna
Im unteren Flusssystem bis zu den Komaktorvik Lakes und zum Chasm Lake kommt der Wandersaibling vor.